# Село Гизата Алипова
Гизата Алипова (каз. Ғизат Әліпов, до 2010 г. — Кызылоба) — село в Курмангазинском районе Атырауской области Казахстана. Входит в состав Дынгызылского сельского округа. Код КАТО — 234645300.

## Население
В 1999 году население села составляло 847 человек (434 мужчины и 413 женщин). По данным переписи 2009 года, в селе проживало 611 человек (312 мужчин и 299 женщин).